# Єллінський Микола Іванович
Мико́ла Іва́нович Єллі́нський (нар. 1796 — пом. 1834) — хірург, ректор Імператорського Харківського університету (1830—1833).

## Життєпис
Походив з родини збіднілих дворян. 1817 року закінчив медичний факультет Імператорського Харківського університету як казеннокоштний студент на казеннокоштне навчання, удосконалювався в медичних науках у Санкт-Петербурзькій медико-хірургічній академії.
У 1820 році склав іспит, став лікарем І ступеня та екзаменувався на ступінь медика-хірурга. У цьому році почав викладати в Харківському університеті, де від 1821 працював на посаді ад'юнкта, потім екстраординарного професора.
У 1828 році почав викладати в Харківському університеті, де від 1821 працював на посаді ад'юнкта, потім екстраординарного професора.
З 1825 — ординарний професор, завідувач кафедри хірургії, у 1829—1830 — декан медичного факультету, 1830—1833 — ректор Харківського університету. Лекції з теоретичної та оперативної хірургії читав 4 години на тиждень, дотримуючись головних напрямків та ідей попередників й набутого хірургічного досвіду. При ньому на кафедрі були прочитані лекції з механургії, десмургії та акіургії.
Хірургічною клінікою професор Єллінський завідував протягом 14 років. При ньому її перебазували на територію університету, розширили до 14 кімнат, збільшили чисельність пролікованих до 50 чоловік на рік. Він першим залучив студентів до практичної роботи в хірургічній клініці, організував при клініці амбулаторний прийом хворих, створив хірургічний музей, власну бібліотеку спеціальної літератури, видав перший в царській Росії підручник з десмургії в 2 томах, в ньому висвітлив останні досягнення травматології того часу, детально описав застосування гіпсу при лікуванні переломів кісток.
Ректором став 1830 року — по А. Дудровичу. 1833 року по ньому ректор — В. С. Комлішінський.
Микола Єллінський помер у 1834 році.